# Engoulevent du Bahia
Nyctiprogne vielliardi
Espèce
Synonymes
- Chordeiles vielliardi Lencioni-Neto, 1994
(protonyme)

Statut de conservation UICN

 LC  : Préoccupation mineure
L'Engoulevent du Bahia (Nyctiprogne vielliardi), ou Engoulevent de Vielliard, anciennement connu en tant qu'Engoulevent de Bahia, est une espèce d'oiseaux de la famille des Caprimulgidae.

## Répartition
Cette espèce est endémique du Brésil.